# Tómas Ingi Tómasson
Tómas Ingi Tómasson (7 giugno 1969) è un allenatore di calcio ed ex calciatore islandese, di ruolo attaccante.

## Carriera

### Giocatore

#### Club
Tómasson cominciò la carriera con la maglia dello ÍBV Vestmannæyja. Passò poi ai tedeschi del Berlin, prima di far ritorno in Islanda. Dopo un altro paio di stagioni allo ÍBV Vestmannæyja e altrettante al KR Reykjavík, fu messo sotto contratto dai norvegesi del Sogndal, senza mai scendere in campo con questa maglia.
Giocò poi per il Grindavík ed in seguito al Raufoss, facendo così ritorno in Norvegia. Dopo aver militato nelle file del Þróttur, tentò un'esperienza in Danimarca con l'Aarhus. Nel 2001 tornò definitivamente in patria, chiudendo la carriera con lo ÍBV Vestmannæyja e con il KFS.

#### Nazionale
Conta 2 presenze per l'Islanda. Esordì l'8 agosto 1990, nella vittoria per 2-3 sulle Fær Øer.

### Allenatore
Una volta appesi gli scarpini al chiodo, Tómasson diventò allenatore. Guidò lo HK Kópavogur dal 2010 al 2011. Proprio nel 2011, fu commissario tecnico dell'Islanda under 21, anche se per pochi mesi.